# Popillia pachycnema
Popillia pachycnema är en skalbaggsart som beskrevs av Ohaus 1920. Popillia pachycnema ingår i släktet Popillia och familjen Rutelidae. Inga underarter finns listade i Catalogue of Life.